# Alfred Runggaldier
Alfred Runggaldier (* 3. Januar 1962 in Brixen) ist ein ehemaliger italienischer Skilangläufer.

## Werdegang
Runggaldier, der für den C. S. Carabinieri startete, lief international erstmals bei den Nordischen Junioren-Skiweltmeisterschaften 1980 in Örnsköldsvik und errang dabei den 40. Platz über 15 km. In den folgenden Jahren kam er bei den Nordischen Junioren-Skiweltmeisterschaften 1981 in Schonach auf den 22. Platz über 15 km und auf den neunten Rang mit der Staffel und bei den Nordischen Junioren-Skiweltmeisterschaften 1982 in Murau jeweils auf den siebten Rang über 15 km und mit der Staffel. Bei den Olympischen Winterspielen 1984 in Sarajevo wurde er Siebter mit der Staffel und holte im Januar 1986 in Bohinj mit dem 11. Platz über 5 km Freistil seine ersten Weltcuppunkte. Bei den Nordischen Skiweltmeisterschaften 1989 in Lahti belegte er den 45. Platz über 15 km Freistil. In der Saison 1989/90 errang er in Vang mit dem dritten Platz über 50 km Freistil seine einzige Podestplatzierung im Weltcupeinzel und erreichte zum Saisonende mit dem 22. Platz im Gesamtweltcup sein bestes Gesamtergebnis. Zudem holte er in Lahti mit der Staffel seinen einzigen Weltcupsieg. Bei den Nordischen Skiweltmeisterschaften 1991 im Val di Fiemme kam er auf den 18. Platz über 50 km Freistil und bei den Olympischen Winterspielen 1992 in Albertville auf den 11. Platz über 50 km Freistil. Sein letztes Weltcuprennen absolvierte er im Dezember 1992 im Val di Fiemme, das er auf dem 35. Platz über 30 km Freistil beendete.
Bei italienischen Meisterschaften siegte Runggaldier in den Jahren 1985 und 1992 mit der Staffel. In den Jahren 1988, 1993 und 1994 gewann er den Gsieser-Tal-Lauf und im Jahr 1989 den Toblach–Cortina-Lauf.

## Teilnahmen an Weltmeisterschaften und Olympischen Winterspielen

### Olympische Spiele
- 1984 Sarajevo: 7. Platz Staffel
- 1992 Albertville: 11. Platz 50 km Freistil

### Nordische Skiweltmeisterschaften
- 1989 Lahti: 45. Platz 15 km Freistil
- 1991 Val di Fiemme: 18. Platz 50 km Freistil

## Weltcup-Gesamtplatzierungen
| Saison  | Platz | Punkte |
| ------- | ----- | ------ |
| 1985/86 | 41.   | 5      |
| 1986/87 | 40.   | 9      |
| 1987/88 | 48.   | 3      |
| 1988/89 | 53.   | 2      |
| 1989/90 | 22.   | 19     |
| 1990/91 | 27.   | 14     |
| 1991/92 | 30.   | 12     |